# (284945) Saint-Imier
(284945) Saint-Imier est un astéroïde de la ceinture principale.

## Description
(284945) Saint-Imier est un astéroïde de la ceinture principale. Il fut découvert le 14 mars 2010 à Vicques par Michel Ory. Il présente une orbite caractérisée par un demi-grand axe de 3,07 UA, une excentricité de 0,08 et une inclinaison de 4,8° par rapport à l'écliptique.

## Compléments